# Hyposerica laevigata
Hyposerica laevigata är en skalbaggsart som beskrevs av Leon Fairmaire 1886. Hyposerica laevigata ingår i släktet Hyposerica och familjen Melolonthidae.
Artens utbredningsområde är Madagaskar. Inga underarter finns listade i Catalogue of Life.